# Saint-Pierre-de-Varennes
Saint-Pierre-de-Varennes è un comune francese di 858 abitanti situato nel dipartimento della Saona e Loira nella regione della Borgogna-Franca Contea.

## Società

### Evoluzione demografica
Abitanti censiti